# Deutsche Sprache in Chile
Die deutsche Sprache in Chile gehört neben Englisch und Französisch zu den am häufigsten gesprochenen indogermanischen Fremdsprachen des Landes. Obwohl sie keinen Status als Amtssprache in einer politischen oder administrativen Einheit Chiles besitzt und nicht Teil des regulären Schulunterrichts ist, existiert heute eine Gemeinschaft von rund 35.000 Deutschsprechenden im Land (vor allem deutscher und Schweizer Herkunft).

## Geschichte
Die Verbreitung der deutschen Sprache in Chile geht auf die Mitte des 19. Jahrhunderts zurück, als im Jahr 1845 das Gesetz zur „selektiven Einwanderung“ (span. Ley de Inmigración Selectiva) verabschiedet wurde. Dieses ermöglichte die Ankunft tausender deutschsprachiger Familien aus den Gebieten des damaligen Deutschen Bundes, mit dem Ziel, Siedlungen zu gründen und Ortschaften im Süden Chiles zu bevölkern. Zwar stammte der Großteil dieser deutschsprachigen Siedler aus Deutschland, doch gab es auch Gruppen aus der deutschsprachigen Schweiz (Schweizerdeutsch) sowie aus dem österreichisch-ungarischen Kaiserreich, darunter Österreicher und Sudetendeutsche aus dem Gebiet des heutigen Tschechien.
Bei der chilenischen Volkszählung von 2017 wurde erstmals ein offizieller Fragebogen auch auf Deutsch veröffentlicht – das erste staatlich anerkannte Dokument der chilenischen Regierung in dieser Sprache.

## Deutschunterricht

### Deutsche Schulen in Chile
Im Jahr 1854 wurde die erste Deutsche Schule in Osorno gegründet, gefolgt von weiteren Einrichtungen in Valparaíso (1857) und Valdivia (1858). Am 3. November 1907 wurde die Deutsche Schule Punta Arenas ins Leben gerufen, die damit die südlichste deutschsprachige Bildungseinrichtung in Chile darstellt. 1903 wurde der Verein der deutschsprachigen Lehrer in Chile als Organisation gegründet, die neben der Förderung des Deutschunterrichts in dem Andenstaat auch die Beziehungen zwischen Chile und dem damaligen Deutschen Reich förderte.
Gegenwärtig ist der Rat der Schulleiter der Deutschen Schulen in Chile ein Netzwerk, bestehend aus 22 Bildungseinrichtungen mit Grund- und Sekundarstufe, die landesweit tätig sind.
Darüber hinaus betreibt die Schweizerschule Santiago, die erste ihrer Art in Lateinamerika, die Vermittlung von standardisiertem Standarddeutsch und trägt so zur sprachlichen und kulturellen Bildung bei.

### Hochschulen
Im Jahr 1889, nach der Gründung des Pädagogischen Instituts der Universidad de Chile, begann die Ausbildung der ersten Deutschlehrerinnen und Deutschlehrer im Land. Otto Heinrich Schott Manse war der erste Absolvent Chiles, der im Jahr 1892 den Titel „Profesor de Estado en alemán“ (Staatlich geprüfter Deutschlehrer) erhielt.
Sprachschulen und Bildungseinrichtungen, die auf Deutschunterricht spezialisiert sind, sind ebenfalls in Chile vertreten. Dazu zählen das Goethe-Institut mit Standorten in Santiago und Concepción sowie das LBI – Deutsches Lehrerbildungsinstitut Wilhelm von Humboldt.

## Bibliotheken
Die Bibliothek des Goethe-Instituts Santiago verfügt über einen umfangreichen Katalog an Werken in deutscher Sprache, die der Öffentlichkeit nach vorheriger Anmeldung zur Ausleihe zur Verfügung stehen. Ebenfalls öffentlich zugänglich ist die Bibliothek und Historisches Archiv Emilio Held Winkler, das sich in der Gemeinde Vitacura befindet. Dort werden Bücher, Zeitschriften und Manuskripte auf Deutsch aufbewahrt, die für Forschungszwecke eingesehen werden können.
Weitere Bestände finden sich an chilenischen Universitäten mit germanistischen Studiengängen, wie etwa an der Universidad de Chile und der Päpstlichen Katholischen Universität von Valparaíso (Pontificia Universidad Católica de Valparaíso), wo Fachliteratur auf Deutsch in spezialisierten Fakultätsbibliotheken zur Verfügung steht.

## Lagunen-Deutsch
Das Launa-Deutsch, Laguner-Deutsch oder Lagunen-Deutsch, ist ein Dialekt der deutschen Sprache, der insbesondere von Nachkommen deutscher Einwanderer gesprochen wird, die im Gebiet des Llanquihue-Sees in der Region Los Lagos ansässig sind. Diese Sprachvariante wird als eine Form des „Alemañol“ eingestuft.

## Presse in deutscher Sprache
Die einzige derzeit in Chile erscheinende deutschsprachige Zeitung ist die Wochenzeitung Cóndor. In der Vergangenheit waren darüber hinaus folgende deutsche Zeitungen im Land vertreten:
- Deutsche Nachrichten für Süd-Amerika (1870–1909) mit Sitz in Valparaíso

- Der Grenzbote (1902–1907) mit Sitz in Temuco[12]

- Deutsche Zeitung für Süd-Chile (1886–1887) sowie Valdivia’s Deutsche Zeitung (1888–1912), beide in Valdivia

- Deutscher Sonntagsbote (1923–1939) mit Sitz in Puerto Varas

- Die Post (1896–1898) in Puerto Montt

Zwischen 1943 und 1946 wurde zudem die Wochenzeitung Deutsche Blätter veröffentlicht. Dieses politisch-kulturelle Blatt spielte eine bedeutende Rolle im deutschen Exil-Widerstand gegen den Nationalsozialismus.

## Gottesdienste in deutscher Sprache
Die Evangelisch-Lutherische Kirche in Chile bietet Gottesdienste auf Deutsch oder zweisprachig auf Spanisch und Deutsch an – je nach Gemeinde. Eine davon ist die Lutherische Erlöserkirche von Santiago.
Ebenso ist die Kirche St. Michael von Santiago, gelegen in der Kommune Providencia nahe dem Barrio Italia, eine deutschsprachige römisch-katholische Gemeinde.